# بولنت أويغون
بولنت أويغون (بالتركية: Bülent Uygun)‏ هو لاعب كرة قدم ومدرب كرة قدم تركي في مركزي الهجوم والوسط، ولد في 1 أغسطس 1971 في آدابازاري في تركيا. شارك مع منتخب تركيا لكرة القدم. أما مع النوادي، فقد لعب مع سيفاسبور وطرابزون سبور وكوجالي سبور ونادي جوزتيبي ونادي فنربخشة.

## وصلات خارجية
- بولنت أويغون على موقع اتحاد تركيا (لاعب) (الإنجليزية)
- بولنت أويغون على موقع اتحاد تركيا (مدرب) (الإنجليزية)
- بولنت أويغون على موقع قاعدة بيانات كرة القدم.إي يو (الإنجليزية)
- بولنت أويغون على موقع ناشيونال فوتبول تيمز (الإنجليزية)
- بولنت أويغون على موقع عالم كرة القدم.نت (الإنجليزية)